# Кадзама Яхіро
Кадзама Яхіро (яп. 風間 八宏, нар. 16 жовтня 1961, Сідзуока —) — японський футболіст, що грав на позиції півзахисника.

## Клубна кар'єра
Грав за команду Баєр 04, «Ремшайд», Айнтрахт, Санфрече Хіросіма.

## Виступи за збірну
Дебютував 1980 року в офіційних матчах у складі національної збірної Японії. У формі головної команди країни зіграв 19 матчів.

## Статистика
Статистика виступів у національній збірній.
| Збірна Японії | Збірна Японії | Збірна Японії |
| Роки          | Ігри          | голи          |
| ------------- | ------------- | ------------- |
| 1980          | 4             | 0             |
| 1981          | 8             | 0             |
| 1982          | 4             | 0             |
| 1983          | 3             | 0             |
| Усього        | 19            | 0             |